# Carrascalejo
Carrascalejo (extremadurai nyelven Carrascaleju) település Spanyolországban, Cáceres tartományban. Carrascalejo Villar del Pedroso, Mohedas de la Jara és Alía községekkel határos. Lakosainak száma 225 fő (2024).

## Népesség
A település népessége az elmúlt években az alábbi módon változott:
| Lakosok száma | 411  | 397  | 347  | 337  | 323  | 273  | 254  | 216  | 225  | 225  |
|               | 2001 | 2004 | 2006 | 2009 | 2011 | 2014 | 2016 | 2019 | 2021 | 2024 |